# Aghbai Nayzatosh
Aghbai Nayzatosh är ett bergspass i Kina. Det ligger i den västra delen av landet, 3 600 km väster om huvudstaden Peking. Aghbai Nayzatosh ligger 4 476 meter över havet.
Terrängen runt Aghbai Nayzatosh är bergig åt sydost, men åt nordväst är den kuperad.  Trakten runt Aghbai Nayzatosh är nära nog obefolkad, med mindre än två invånare per kvadratkilometer. Det finns inga samhällen i närheten. Trakten runt Aghbai Nayzatosh är ofruktbar med lite eller ingen växtlighet.